# Hristu Chiacu
Hristu Chiacu (* 6. September 1986 in Bukarest) ist ein rumänischer ehemaliger Fußballspieler. Der Stürmer bestritt insgesamt 114 Spiele in der rumänischen Liga 1, der polnischen Ekstraklasa und der aserbaidschanischen Premyer Liqası.

## Karriere
Chiacu ist aus der Jugend von Dinamo Bukarest hervorgegangen, sammelte seine ersten Einsätze aber nicht dort, sondern bei Unirea Urziceni in der Divizia B, wohin er im Jahr 2003 wechselte. Da er aber nur selten eingesetzt wurde, schloss er sich schon in der Winterpause dem Ligakonkurrenten Electromagnetica Bukarest an. Nach vier Toren in neun Spielen wurden die rumänischen Spitzenklubs auf ihn aufmerksam. Im Jahr 2004 verpflichtet ihn Național Bukarest, wo er am 7. August 2004 zu seinem ersten Einsatz in der höchsten rumänischen Spielklasse, der Divizia A (heute Liga 1), kam.
Mit dem FC Național konnte sich Chiacu in den Spielzeiten 2004/05 und 2005/06 im vorderen Mittelfeld platzieren, verpasste aber die Teilnahme am UEFA-Pokal knapp. Zudem erreichte er das Pokalfinale 2006, wo der Klub aber Rapid Bukarest unterlag. Im Sommer 2006 verließ er den Klub und wechselte nach Polen zu Wisła Krakau. Der Verein spielte eine enttäuschende Saison und Chiacu kehrte nach Rumänien zurück, wo er einen Vertrag bei seinem Heimatverein Dinamo Bukarest unterschrieb.
Bei Dinamo kam Chiacu über eine Reservistenrolle nicht hinaus, so dass er mehrmals an andere Mannschaften aus der Liga 1 ausgeliehen wurde, die gegen den Abstieg kämpften. Seit September 2009 spielt er wieder für eine Spitzenmannschaft, den FC Timișoara. Im Januar 2011 wechselte er zu FK Xəzər Lənkəran in die aserbaidschanische Premyer Liqası, in der Hinrunde 2011/12 wurde er an Aufsteiger Ceahlăul Piatra Neamț ausgeliehen, bevor er in der Winterpause von Ligakonkurrent CS Concordia Chiajna fest unter Vertrag genommen wurde. Dort kam er jedoch nicht zum Einsatz.
In der Spielzeit 2012/13 fand Chiacu keinen neuen Verein. Im Sommer 2013 verpflichtete ihn schließlich Liga-1-Aufsteiger AFC Săgeata Năvodari. Bei seinem neuen Klub kam er in der Saison 2013/14 nur fünfmal zum Einsatz und musste am Saisonende absteigen. Im Sommer 2014 war er für zwei Monate ohne Verein, ehe ihn Liga-II-Aufsteiger CS Balotești unter Vertrag nahm. Mit seinem neuen Klub sicherte er sich in der Saison 2014/15 in der Abstiegsrunde den Klassenerhalt. Anschließend nahm ihn Erstligist CS Concordia Chiajna unter Vertrag, wo er jedoch nicht zum Einsatz kam. Anfang 2016 wechselte Chiacu zu CSM Sighetu Marmației in die Liga III. Nach Saisonende musste er mit Sighetu absteigen. Anfang 2017 wechselte er zum FC Academica Clinceni in die Liga II. Seine beiden letzten Stationen waren die Drittligisten CS Tunari und Carmen Bukarest.

## Erfolge
- Rumänischer Pokalfinalist: 2006